# George Hobart (3e comte de Buckinghamshire)
George Hobart, 3e comte de Buckinghamshire (8 septembre 1731 - 14 novembre 1804) est un pair britannique.

## Biographie
Il est le fils de John Hobart (1er comte de Buckinghamshire) et de sa deuxième épouse, Elizabeth Bristow. Il fait ses études à la Westminster School.

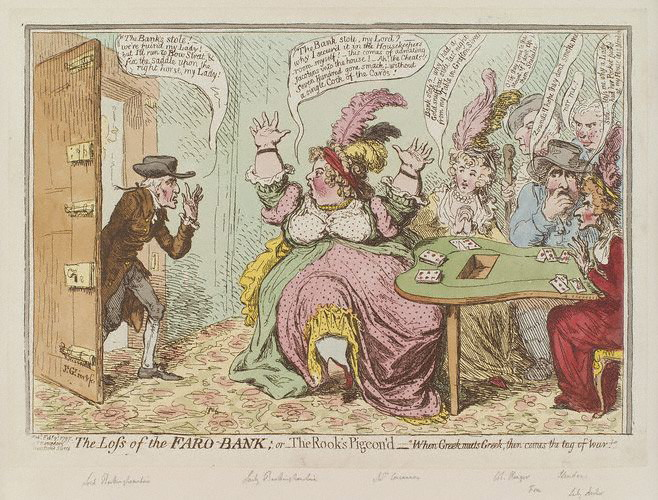
La perte de la banque de Faro (1797), de James Gillray. Lord Buckinghamshire annonce la nouvelle que la banque Faro a été volée, notamment par des joueurs, dont sa femme, qui aurait pu exploiter le crédule.

Hobart représente les circonscriptions de St Ives de 1754 à 1761 et de Bere Alston à la Chambre des communes de 1761 à 1780. Il est secrétaire de l'ambassade de Saint-Pétersbourg en 1762, son demi-frère John Hobart (2e comte de Buckinghamshire) étant alors ambassadeur.
Il hérite du comté de Buckinghamshire de son demi-frère, qui n'a pas de fils survivants, en 1793. Le 29 avril 1797, il est nommé colonel du 3e régiment de la milice du Lincolnshire (South Lincolnshire Supplementary Militia), et devient colonel de l'armée régulière, quand son régiment est incorporé le 12 janvier 1799. Il meurt en 1804 et son fils Robert lui succède. Il est déjà entré à la Chambre des lords en 1798 par un bref d'accélération du titre de baron Hobart.

## Famille
Il épouse Albinia Bertie (en), deuxième fille de Vere Bertie et d'Ann Casey, le 16 mai 1757 Ils ont huit enfants:
- Robert Hobart (4e comte de Buckinghamshire) (1760-1816)
- George Vere Hobart (1761 - 5 décembre 1802), épouse Jane Cataneo puis en secondes noces, en avril 1802, Janet Maclean
- Charles Hobart, (décédé en avril 1782)
- Henry Hobart (prêtre) (1774 - 8 mai 1846), épouse Charlotte Selina Moore
- Albinia Hobart, épouse Richard Cumberland le 14 juillet 1784
- Henrietta Anne Barbara Hobart (c. 1762 - 1828), épouse en 1789 John Sullivan
- Maria Frances Hobart (c. 1762 - 1794), mariée à George North (3e comte de Guilford)
- Charlotte Hobart (décédée en 1798), épouse le colonel Edward Disbrowe (décédé en 1818)